# Made in Japan
Made in Japan (englisch für ‚Hergestellt in Japan‘) ist ein Doppel-Livealbum der englischen Hard-Rock-Band Deep Purple (in der Besetzung Mark II), das im Dezember 1972 in Europa und im Mai 1973 in den USA veröffentlicht wurde. Zunächst war es nur in Japan veröffentlicht worden (Live in Japan), aber da Deep Purple zu dieser Zeit mit dem Album Machine Head einen weltweiten Erfolg feierten, entschloss sich die Plattenfirma zu einer globalen Veröffentlichung.
Das Album ist geprägt durch instrumentale Raserei und lange Improvisationen der Stücke von Machine Head. Made in Japan wird von vielen Fans als bestes Album der Band und als Meilenstein in der Geschichte des Hard Rocks und des Heavy Metal angesehen. Das auf Made in Japan enthaltene Gitarren-Riff zu Smoke on the Water gehört wohl zu den meistgespielten des Rock überhaupt.

## Hintergrund
Das Album wurde an drei Abenden im August 1972 in Osaka und Tokio aufgenommen. Die meisten Stücke des Albums entstammen dem 1972 veröffentlichten Studioalbum Machine Head. Im Begleittext der CD-Version wird versichert, dass die Aufnahmen nicht nachträglich mit Overdubs verändert wurden.
Alle drei Konzerte wurden 1993 auch auf einer 3-CD-Box veröffentlicht. 1998 wurde eine „25th Anniversary“-CD mit einer Bonus-CD veröffentlicht, die einige Zugaben enthält, welche nicht auf dem ursprünglich veröffentlichten Album enthalten waren.
Im Mai 2014 erschien eine 9-LP-Box (alternativ auch 4 CDs + 1 DVD + eine 7″-Single) mit allen drei Konzerten in vollständiger Länge; Grundlage des neuen Masterings waren die originalen Analogbänder.

## Titelliste

### Original-Album (2 LP)
Alle Stücke geschrieben von Deep Purple (Blackmore, Gillan, Glover, Lord, Paice).

#### Seite 1
1. Highway Star – 6:50
Aufgenommen in Osaka am 16. August
2. Child in Time – 12:24
Aufgenommen in Osaka am 16. August

#### Seite 2
1. Smoke on the Water – 7:31
Aufgenommen in Osaka am 15. August
2. The Mule – 9:49
Aufgenommen in Tokio am 17. August

#### Seite 3
1. Strange Kind of Woman – 9:35
Aufgenommen in Osaka am 16. August
2. Lazy – 10:50
Aufgenommen in Tokio am 17. August

#### Seite 4
1. Space Truckin’ – 19:41
Aufgenommen in Osaka am 16. August

### Remastered-CD

#### CD 1:Made in Japan
1. Highway Star – 6:43
2. Child in Time – 12:17
3. Smoke on the Water – 7:36
4. The Mule – 9:28
Der Ausruf “Ian Paice on the drums, yes!” wurde herausgeschnitten.
5. Strange Kind of Woman – 9:52
6. Lazy – 10:27
7. Space Truckin’ – 19:54

#### CD 2:The Encores
1. Black Night (Blackmore, Gillan, Glover, Lord, Paice) – 6:17
Zugabe, aufgenommen in Tokio am 17. August
2. Speed King (Blackmore, Gillan, Glover, Lord, Paice) – 7:25
Zugabe, aufgenommen in Tokio am 17. August
3. Lucille (Albert Collins, Little Richard) – 8:03
Zugabe, aufgenommen in Osaka am 16. August

## Kritiken
- Jon Tiven beschrieb das Album im Rolling Stone (24. Mai 1973) wie folgt: “…Made in Japan is Purple’s definitive metal monster, a spark-filled execution of the typical Purple style.”
- Billboard schrieb im selben Jahr: “…this set only accentuates the group’s already strong reputation.” Best cuts: “Highway Star”, “Smoke on the Water”, “Space Truckin’”.
- Tom Graves schrieb 1995 im The All-Music Guide to Rock: “…this double-album … set recorded in Japan includes most of their best material … and pushes the metal envelope even further. Ritchie Blackmore is in peak form throughout.”[2]
- Ian Paice meinte 1998: “It’s the best these numbers have ever been played…”
- Jürgen Roth und Michael Sailer schrieben in dem Buch Deep Purple, die Geschichte einer Band: Made in Japan besticht durch seine „instrumentale Raserei“, der „epischen Breite und Dichte der dargebotenen Stücke“ und gilt als „Idealbild, Summe und Vollendung der Siebziger-Jahre-Hard-Rock-Idee“.[3]
- Robert Pöpperl-Berenda schrieb in dem deutschen Magazin Rock Hard folgendes Review: „Die Mutter aller Livealben hat mittlerweile auch schon fast 30 Jahre auf dem Buckel! Was Purples Haus- und Hof-Engineer Martin Birch (er übernahm diese Rolle bekanntlich später auch bei Iron Maiden) mit Equipment, das heute nicht einmal mehr Homerecording-Standard erreicht, gezaubert hat, ist nie übertroffen worden. Selbst die später in Mode gekommenen Fake-Livealben mit reichlich Overdubs und Konserven-Applaus können nicht mit Made in Japan mithalten. Das Gros der Aufnahmen stammt von der Show in Ōsaka am 16. August 1972. Smoke on the Water fand jedoch in der Version vom Vortag seinen Weg auf Made in Japan, weil Ritchie Blackmore tatsächlich bei den beiden anderen mitgeschnittenen Takes (der dritte Abend fand in Tokio statt) das Eröffnungsriff vernudelte. Komplettisten müssen sich unbedingt auch die Triple-CD Live in Japan zulegen, wo beinahe die gesamten drei Shows nachzuhören sind. Höhepunkt ist natürlich Child in Time, das in dieser Version jedem Satelliten, der unser Sonnensystem verlässt, beigelegt werden sollte. Aliens hätten dann eine klare Vorstellung von der bestmöglichen Musik, die sie auf unserem Planeten finden können. Ich durfte Child in Time einmal in der Mk. II-Besetzung (also mit Gillan und Blackmore) hören, was ich sicher auch noch meinen Urenkeln stolz erzählen werde…“. Das Magazin veröffentlichte 2007 ihre Bestenliste aus 500 Alben aus Rock und Metall. Made in Japan platzierte sich hier auf dem 39. Rang und war damit das fünft-höchstplatzierteste Livealbum der Liste. Kein Album der Band hat außerdem in dieser Liste einen besseren Platz erreicht.

## Kommerzieller Erfolg

### Chartplatzierungen
Das Album erreichte 1973 in den Vereinigten Staaten Platz 6 der Billboard 200 und im gleichen Jahr im Vereinigten Königreich Platz 16 der Charts. Auch in anderen Ländern schaffte Made in Japan den Sprung in die Charts, so avancierte es zum Nummer-eins-Album in Deutschland oder auch Österreich.
| ChartsChartplatzierungen       | Höchstplatzierung | Wochen |
| ------------------------------ | ----------------- | ------ |
| Deutschland (GfK)              | 1 (20 Wo.)        | 20     |
| Österreich (Ö3)                | 1 (30 Wo.)        | 30     |
| Schweiz (IFPI)                 | 36 (2 Wo.)        | 2      |
| Vereinigte Staaten (Billboard) | 6 (52 Wo.)        | 52     |
| Vereinigtes Königreich (OCC)   | 16 (16 Wo.)       | 16     |

| ChartsJahrescharts (1973) | Platzierung |
| ------------------------- | ----------- |
| Deutschland (GfK)         | 2           |
| Österreich (Ö3)           | 6           |

### Auszeichnungen für Musikverkäufe
Im Vereinigten Königreich bekam Made in Japan am 1. Januar 1973 die Silberne und am 1. Januar 1975 die Goldene Schallplatte. Am 13. Oktober 1986 wurde das Album in den Vereinigten Staaten mit Platin ausgezeichnet.
| Land/Region                  | Auszeichnungen für Musikverkäufe (Land/Region, Auszeichnung, Verkäufe) | Verkäufe  |
| ---------------------------- | ---------------------------------------------------------------------- | --------- |
| Deutschland (BVMI)           | Platin                                                                 | 500.000   |
| Frankreich (SNEP)            | Gold                                                                   | 100.000   |
| Italien (FIMI)               | Platin                                                                 | 60.000    |
| Japan (RIAJ)                 | Gold                                                                   | 100.000   |
| Österreich (IFPI)            | Platin                                                                 | 50.000    |
| Spanien (Promusicae)         | Platin                                                                 | 100.000   |
| Vereinigte Staaten (RIAA)    | Platin                                                                 | 1.000.000 |
| Vereinigtes Königreich (BPI) | Gold                                                                   | 100.000   |
| Insgesamt                    | 3× Gold · 5× Platin ·                                                  | 2.010.000 |

## Coverversion
Am 13. Januar 2006 wurde Made in Japan von der Progressive-Metal-Band Dream Theater in Japan gespielt, vom Deep-Purple-Bassisten Roger Glover gemischt, und auf dem eigenen Label der Band als CD herausgebracht.